# Lagardère Paris Racing (club)
Pour les articles homonymes, voir Lagardère Paris Racing.

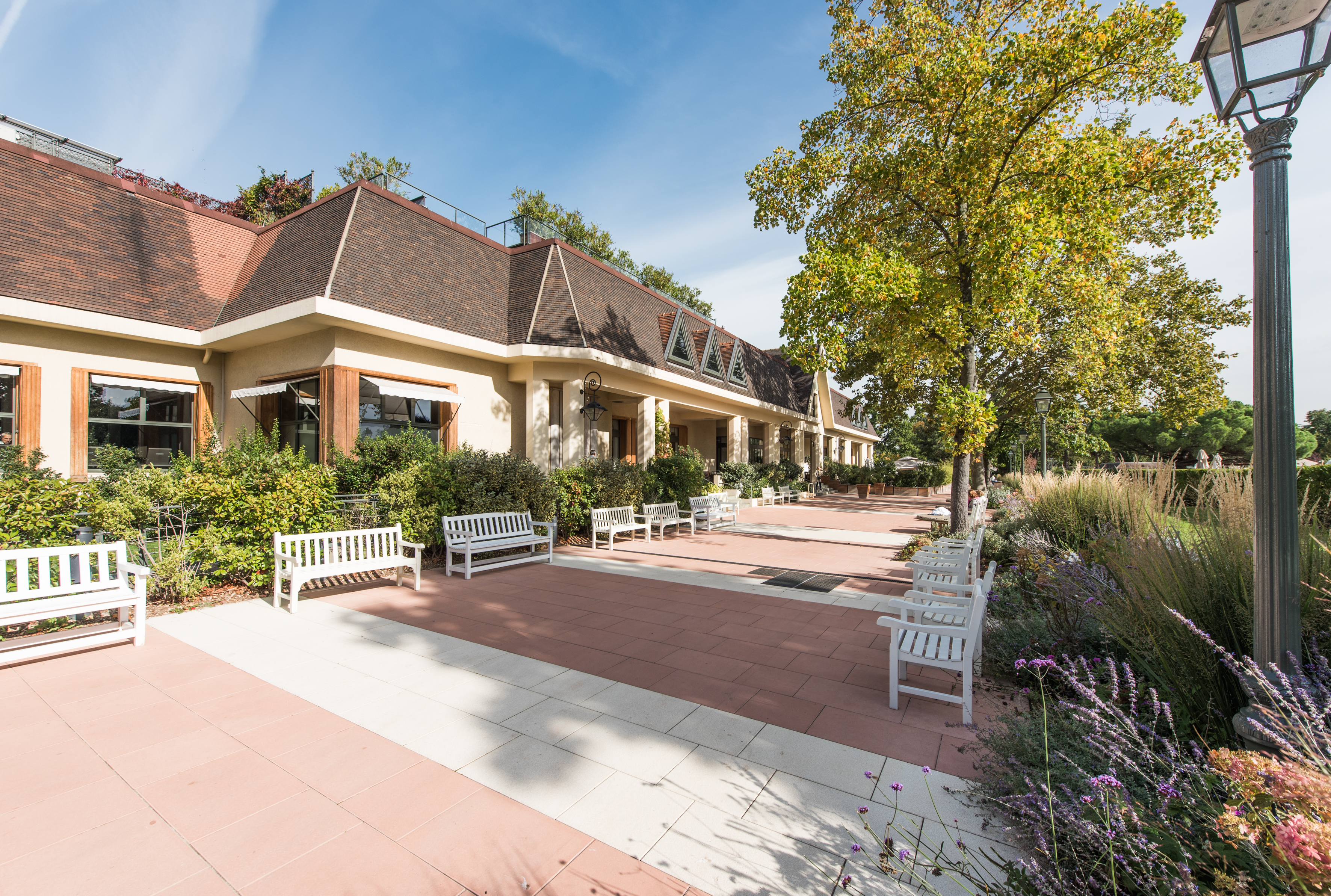
Club house.

Le Lagardère Paris Racing est un club sportif français lié au groupe Lagardère, créé en 2006 et situé dans le bois de Boulogne (Paris). Consacré au sport de compétition et aux loisirs, il se développe autour de trois activités sportives principales : le tennis, la natation et le fitness.

## Historique
Présidé par Arnaud Lagardère, le Lagardère Paris Racing se voit attribuer en juillet 2006 par la mairie de Paris les installations de la Croix-Catelan, concédées depuis 1886 au Racing Club de France. 
Les membres du Lagardère Paris Racing (LPR) s'acquittent d'un droit d'entrée d'environ 7000 euros (le montant exact est « confidentiel ») par adulte et d'environ 2500 euros par enfant (moins de 18 ans), sans compter la cotisation annuelle (1800 euros par adulte). De nombreux dirigeants de grandes entreprises, des personnalités politiques, des diplomates, des magistrats et avocats en sont membres.

## Espaces sportifs
Sur près de 7 hectares, le site est principalement consacré au tennis, à la natation et au fitness. Des activités pour les enfants sont également proposées.
- Tennis & padel : complexe doté de 3 terrains de padel et de 44 courts de tennis.
- Espace piscines : bassin olympique de 50 mètres et un bassin de 33 mètres ouvert d'avril à septembre.
- Espace fitness : espace intérieur de 540 m², segmenté par activité (cycling, stretching, cardio-training). Des cours collectifs sont proposés aux adultes. Un espace de musculation en plein air et de cross-training est également ouvert toute l'année.
- Terrains de jeu : les membres du club ont la possibilité d'organiser des matchs sur différents types de terrains de jeux collectifs.
- Salle de bridge, au premier étage du club-house.

## Espaces de restauration
Le club compte plusieurs espaces de restauration.

## Espaces de détente
Outre ses infrastructures sportives, le Lagardère Paris Racing offre plusieurs espaces de détente.